# Phycopterus
Phycopterus is een geslacht van vlinders van de familie spinneruilen (Erebidae), uit de onderfamilie Calpinae.

## Soorten
- P. crambina Butler
- P. flavellus Blanchard, 1852
- P. rubritincta Hampson, 1926
- P. signariella Blanchard, 1852